# Passo Cibiana
Le Passo Cibiana est un col routier alpin de la province de Belluno.